# Cacique Angaco
Juan Huarpe de Angaco fue un cacique huarpe que vivió en el territorio de la actual provincia de San Juan, Argentina a mediados del siglo XVI. Gobernaba sobre las tierras del norte del valle del Tulúm.
Era, junto con los caciques Pismanta y Huazihul uno de los caciques dominantes cuando llegaron los españoles a través de los Andes bajo el mando de Juan Jufré, quien fundó la ciudad de San Juan de la Frontera el 13 de junio de 1562.
Su trato con los conquistadores fue pacífico.
El cacique de Angaco fue bautizado cristiano con el nombre de Juan Huarpe de Angaco, lo que indica que Angaco era el nombre del lugar y no el suyo propio. Felipe II, rey de España lo calificó de "indio noble" y le otorgó el trato de don como real privilegio. También le concedió el señorío, para sí y sus sucesores, de las tierras de Angaco actuales municipios de Albardón, San Martín y Angaco.

## Su hija y el mestizaje
Su hija Teresa de Asencio se casó con el capitán Eugenio de Mallea, segundo de la expedición de Juan Jufré, de unos 30 años de edad. Fue el primer matrimonio, de acuerdo a los usos europeos, en tierras sanjuaninas. El matrimonio se habría producido antes de 1570.
La ñusta fue bautizada al cristianismo con el nombre de Teresa de Ascencio por haberse desarrollado el bautismo el día de la Ascensión, jueves 20 de mayo de 1563.
Los españoles esperaban poder asegurarse el dominio de las tierras con ese matrimonio. Los cónyuges recibieron como herencia los campos de Angaco sobre los que Felipe II había otorgado el señorío al cacique de Angaco.
El matrimonio fue considerado un escándalo ya que otorgaba rango a una mujer aborigen que la ponía a la par de las de más alta alcurnia en el reino de España.
Tuvieron seis hijos: 
- Julián Ascencio de Mallea, natural de San Juan de la Frontera, III señor de Angaco y II encomendero de Cayampes;
- Elvira Guerrero, mujer de Juan de la Barrera y Estrada, nacida en 1558;
- Luciana de Mallea y Ascencio, nacida en San Juan de la Frontera, mujer de Baltasar de Quiroga y Lemos, natural de Chile, guerrero en Arauco, encomendero en Mendoza por 1604, corregidor de San Juan de la Frontera en 1616;
- Petronila de Mallea, casada con Juan Gil de Heredia;
- Cristóbal de Mallea, nacido en 1575, marido de una de las hijas de Alonso Rodríguez Lucero; y
- Eugenio de Mallea.

Juan Eugenio de Mallea habría tenido otro hijo fuera del matrimonio llamado Gabriel de Mallea.

## Etimología
Algunos estudios hacen derivar el nombre de Angaco de voces de lengua mapuche: "anga" significando mitad y "co" agua significando algo parecido a "mediaagua".

## Mitos y leyendas
Dice una leyenda que fue su trato pacífico con los conquistadores españoles lo que entristeció al Cacique Pismanta, que sumido en la tristeza se retiró a unas cuevas en Angualasto a esperar la muerte; poco después se oyó una terrible explosión y al llegar los pobladores solo encontraron una grieta de la que manaban aguas termales.

## Homenajes
El 16 de marzo de 1816 se fundó el municipio de Angaco a unos 23 km al norte de la ciudad de San Juan.
Existe una agrupación gaucha denominada "Agrupación Gaucha 'Cacique Angaco'" en el municipio de Angaco.
En el municipio de Angaco existe una escuela secundaria llamada Cacique Angaco fundada en 1974. En el 2011 cambió de edificio.

## Visión crítica[1]
Algunos historiadores sanjuaninos contemporáneos niegan que el Cacique Angaco haya existido. Entre ellos se destaca Teresa Michieli quien al respecto sostiene:
- Que el cacique Angaco nunca existió y que su nombre no aparece en ningún documento de la época.
- Que Jáchal era conocido como Angacao antes de denominarse Jáchal. Además afirma que la zona de Angaco no se conocía bajo ese nombre en la época de la conquista.
- Que si existió el matrimonio entre Eugenio de Mallea y Teresa de Ascencio, pero que ella no era hija de ningún cacique. Sostiene que la historia fue inventada por sus descendientes para arrogarse privilegios que otorgaba la Corona de España a los aristócratas de sangre pura.